# Fackelbrunnen
Der Fackelbrunnen, auch Fackelwoogbrunnen,  ist ein denkmalgeschützter Springbrunnen in Kaiserslautern.

## Lage
Der Brunnen befindet sich in der Grünanlage zwischen Burgstraße und Fruchthallstraße. Im unmittelbaren Einzugsgebiet befinden östlich sich die Fruchthalle sowie nördlich das Rathaus und die Reste der Kaiserpfalz beziehungsweise des Casimirschlosses.

## Geschichte
Der Brunnen wurde vom Kaiserslauterer Bildhauer Friedrich Korter geschaffen und stand ab 1939 am Fackelrondell. 1975 wurde er wegen des Baus der Karstadt-Unterführung zusammen mit dem Rondell abgebaut und an seinen jetzigen Standort versetzt. Der Brunnen wurde an Ostern 1976 wieder in Betrieb genommen. Der Name leitet sich vom mittelhochdeutschen vark, farh = Schwein ab und nimmt Bezug auf die Schweine, die sich früher in den zahlreichen Woogen in und um Kaiserslautern suhlen durften.

## Hintergrund
Der Fackelwoog lag im Mittelalter und der frühen Neuzeit im Bereich westlich des Fackelrondells. Der Fackelwoog wurde durch Anstauen des Ziegelbaches gewonnen und diente als Fischteich und zum Tränken der Schweine. Im Verlauf des 18. Jahrhunderts wurde er trockengelegt und später bebaut. Das Fackelrondell, die Fackelwoogstraße und der Fackelbrunnen nehmen Bezug auf diesen früheren Woog.